# Ravnice (Čabar)
 Ravnice  falu Horvátországban, a Tengermellék-Hegyvidék megyében. Közigazgatásilag Čabarhoz tartozik.

## Fekvése
Fiumétól 33 km-re északkeletre, községközpontjától 3 km-re délnyugatra, a horvát Hegyvidék északnyugati részén a 32. számú főút mellett fekszik

## Története
A településnek 1857-ben 81, 1910-ben 137 lakosa volt. A trianoni békeszerződésig Modrus-Fiume vármegye Čabari járásához tartozott. 2011-ben 41 lakosa volt.

## Lakosság
| Lakosság változása | Lakosság változása | Lakosság változása | Lakosság változása | Lakosság változása | Lakosság változása | Lakosság változása | Lakosság változása | Lakosság változása | Lakosság változása | Lakosság változása | Lakosság változása | Lakosság változása | Lakosság változása | Lakosság változása | Lakosság változása |
| ------------------ | ------------------ | ------------------ | ------------------ | ------------------ | ------------------ | ------------------ | ------------------ | ------------------ | ------------------ | ------------------ | ------------------ | ------------------ | ------------------ | ------------------ | ------------------ |
| 1857               | 1869               | 1880               | 1890               | 1900               | 1910               | 1921               | 1931               | 1948               | 1953               | 1961               | 1971               | 1981               | 1991               | 2001               | 2011               |
| 81                 | 115                | 101                | 106                | 118                | 137                | 110                | 130                | 72                 | 106                | 105                | 92                 | 89                 | 74                 | 51                 | 41                 |

## Nevezetességei
Sarlós Boldogasszony kápolnája 1897-ben még fából épült. 1913-ban bővítették és átépítették, ekkor nyerte el mai formáját. 1997-ben teljesen megújították.